# 老志诚
老志诚（1910年—2006年），男，广东顺德人，中国钢琴演奏家、作曲家、音乐教育家，曾任中国音乐家协会理事。

## 家庭
父亲老焱若。